# Notoreas ortholeuca
Notoreas ortholeuca là một loài bướm đêm trong họ Geometridae.